# Городище (Шкловский район)
Городи́ще (бел. Гарадзішча) — агрогородок, центр Городищенского сельсовета Шкловского района Могилёвской области Белоруссии.

## География
Деревня расположена на высоте 160 м над уровнем моря, на севере Могилёвской области.

## История
Упоминается в 1643 году как село Березовое Городище с церковью в Басейском войтовстве Шкловской волости в Оршанском повете Великого Княжества Литовского. В Могилёвской губернии село Городище было волостным центром Городищенской волости Горецкого уезда.
В деревне есть братская могила в воинов и партизан, погибших в годы Великой Отечественной войны.
30 июля 2006 года Городище было преобразовано в агрогородок.

## Экономика, образование, культура и социально-значимые объекты
В деревне действует ОАО «Новогородищенское», есть отделение «АСБ Беларусбанк», есть средняя школа и сельский Дом культуры, а также имеется сельская библиотека и участковая больница.

## События и мероприятия
- Районный фестиваль «Дожинки-2024» (31.08.2024).

## Достопримечательность
- Братская могила советских воинов и партизан